# Straßenradsport-Weltmeisterschaften/Vierer-Mannschaftszeitfahren der Junioren
Das Vierer-Mannschaftszeitfahren der Junioren war ein Wettbewerb bei den Straßenradsport-Weltmeisterschaften.
1974 gab es bereits ein Mannschaftszeitfahren bei den offenen Europameisterschaften für Junioren. Im folgenden Jahr erhielten diese offiziell den Status von Weltmeisterschaften mit zwei Wettbewerben, dem Straßenrennen der Junioren und deren Mannschaftszeitfahren, dessen Entfernung zwischen 60 und 75 Kilometern betrug. Zu jener Zeit wurden die Junioren-Wettkämpfe getrennt von denen der Elite ausgetragen. 1993 wurde das Mannschaftszeitfahren zum letzten Mal ausgetragen, ab 1994 wurde es durchs Einzelzeitfahren ersetzt.

## Palmarès
Offene Europameisterschaften
| Jahr | Austragungsort | Gold                                                                            | Silber                                                      | Bronze                                                              |
| ---- | -------------- | ------------------------------------------------------------------------------- | ----------------------------------------------------------- | ------------------------------------------------------------------- |
| 1974 | Warschau       | Sowjetunion Juri Zajac Sergei Schelpakow Wladimir Schapowalow Alexej Szewczenko | Dänemark Gert Frank Ole Rasmussen Per Thomsen Olaf Petersen | Schweiz Henri-Daniel Reymond Serge Demierre Daniel Schwab Alex Frei |

Offizielle Weltmeisterschaften
| Jahr | Austragungsort   | Gold                                                                                 | Silber                                                                              | Bronze                                                                                            |
| ---- | ---------------- | ------------------------------------------------------------------------------------ | ----------------------------------------------------------------------------------- | ------------------------------------------------------------------------------------------------- |
| 1975 | Lausanne         | Sowjetunion Nikolai Bondarenko Gennadi Karawajew Iwan Romanow Leonid Toporow         | Polen Piotr Dobraszak Vitold Mokiejewski Zbignew Pieta Andrzej Piotrowski           | DDR Detlef Macha Andreas Petermann Siegbert Schmeißer Volker Winkler                              |
| 1976 | Lüttich          | Italien Corrado Donadio Gianni Giacomini Ivano Maffei Allessandro Primavera          | Sowjetunion Viktor Skrebnikow Igor Shirikow Wiatscheslaw Dedenow Pavel Lazarew      | Polen Bogdan Bezdzietny Witold Mokiejewski Stefan Ciekański Andrzej Pajor                         |
| 1977 | Wolkersdorf      | DDR Thomas Barth Falk Boden André Kluge Olaf Ludwig                                  | Sowjetunion Andrej Apressow Oleg Logwin Juri Kaschirin Wladimir Korjow              | Italien Pierangelo Bincoletto Daniele Caroli Maurizio Reali Walter Pettinati                      |
| 1978 | Washington       | DDR Thomas Barth Falk Boden Udo Smektalla Olaf Ludwig                                | Sowjetunion Alguis Waitkus Wladimir Makarkin Oleg Flischin Viktor Chripuschin       | Vereinigte Staaten Greg LeMond Jeff Bradley Greg Demgen Ron Kiefel                                |
| 1979 | Buenos Aires     | Sowjetunion Sergej Staroduptschew Wiktor Demidenko Wladimir Woloschin Sergej Tschapk | Schweden Per Christiansen Joha Narkiniemi Håkan Jensen Thomas Rask                  | Vereinigte Staaten Greg LeMond Jeff Bradley Mark Frise Andrew Hampsten                            |
| 1980 | Toluca           | Sowjetunion Oleh Tschuschda Wiktor Demidenko Sergej Tschapk Sergei Woronin           | Vereinigte Staaten Gavin Chilcott Lee Fleming Steve Manthey Andrew Hampsten         | Dänemark Brian Sørensen Vang Scharling Rene Andersen Jens Veggerby                                |
| 1981 | Leipzig          | DDR Dan Radtke Ralf Wodynski Frank Jesse Uwe Ampler                                  | Sowjetunion Nikolai Kriwoschejew Aiguirdas Schneka Sergei Nawolokin Rinat Nourdinow | Schweden Mats Andersson Magnus Knutsson Stefan Brykt Lars Wahlqvist                               |
| 1982 | Florenz          | DDR Jens Heppner Jan Gloßmann Andreas Lux Uwe Ampler                                 | Sowjetunion Juri Abramow Alexei Komine Asjat Saitow Wladimir Schewtschenko          | Dänemark Kim Eriksen Lars Erik Jensen Lars H. Jensen Per Pedersen                                 |
| 1983 | Wanganui         | Dänemark Søren Lilholt Alex Pedersen Rolf Sørensen Kim Olsen                         | Sowjetunion Oleg Jermolajew Vatslavas Gumuliauskas Asjat Saitow Alexei Siluk        | Vereinigte Staaten Roy Knickman David Farmer Tim Hinz Tony Palmer                                 |
| 1984 | Méry-Corbon      | Sowjetunion Nikolai Rasuwajew Pjotr Gekowski Igor Sumnikow Sergej Kapustin           | Vereinigte Staaten Peter Howard David Farmer Tim Hinz Tony Palmer                   | Niederlande Tom Cordes Stephan Rakers Herbert Dijkstra Gerrit de Vries                            |
| 1985 | Stuttgart        | Italien Mario Cipollini Maurizio Dametto David Gallerani Adriano Lorenzi             | Sowjetunion Alexander Datsyuk Waleri Sapronow Jewhen Sahrebelnyj Sergej Kapustin    | Niederlande Patrick Coone Jan Hendrik Dekker Michel Zanoli Gerrit de Vries                        |
| 1986 | Casablanca       | Italien Luca Colombo Mauro Consonni Roberto Maggioni Paolo Morandi                   | Sowjetunion Ihar Patenka Andrej Olchow Wiktor Schelkowski Wladimir Panassenko       | DDR Gerd Audehm Bert Dietz Steffen Rein Ronald Rauch                                              |
| 1987 | Bergamo          | Italien Luca Colombo Luca Daddi Rosario Fina Gianluca Tarocco                        | Sowjetunion Ihar Patenka Sabir Suleimanow Oleg Polownikow Pawel Tonkow              | Niederlande Antoine Lagerwey Maarten den Bakker Robert van de Vin Gerard Kemper                   |
| 1988 | Odense           | Italien Andrea Peron Alessandro Baciocchini Gianfranco Contri Gianluca Tarocco       | Tschechoslowakei Milan Dvorščík Thomas Krc Pavel Padrnos František Trkal            | Sowjetunion Oleksandr Markownitschenko Alexander Ossipow Sergej Sawinotschkin Dmitri Tscherkachin |
| 1989 | Moskau           | Italien Andrea Peron Rossano Brasi Cristian Salvato Davide Rebellin                  | Niederlande Marcel Vent Patrick van Dijken Servais Knaven Richard Groenendaal       | Sowjetunion Alexander Kalugin Wladimir Abramow Wladimir Duma Anatoli Bagdawitsch                  |
| 1990 | Middlesbrough    | Sowjetunion Sergej Autko Pawel Tcherkasow Igor Dziuba Michael Tuze                   | Italien Nicola Giacomazzi Rossano Brasi Mauro Monaro Daniele Nardello               | Polen Dariusz Baranowski Artur Krzeszowiec Grzegorz Rosolinski Bernhard Wierzbinski               |
| 1991 | Colorado Springs | Sowjetunion Dimitri Murachko Aleksej Koslow Michael Teteriuk Igor Bontschukow        | Vereinigte Staaten Matthew Johnson Chris Wherry Fred Rodriguez George Hincapie      | Spanien Victoriano Fernández José Antonio Gil Igor González Valentin Zubieta                      |
| 1992 | Olympia          | Italien Alessandro Romio Marco Velo Massimiliano Martini Massimiliano Mori           | Polen Paweł Niedźwiecki Marcin Gębka Piotr Przydział Bernard Bocian                 | Frankreich Franck Trotel James Jardillier Anthony Langella Franck Perque                          |
| 1993 | Perth            | Italien Oscar Biason Flavio Zandarin Massimiliano Martini Ruggiero Tarraco           | Deutschland Jörg Jaksche John Paul Fürus Patrik Burkhardt Jörg Ludewig              | Tschechien Bronislaw Fialkowski Pavel Prchal Ondřej Sosenka Jozef Žabka                           |

## Medaillenspiegel
| Platz | Land               | Gold | Silber | Bronze | Gesamt |
| ----- | ------------------ | ---- | ------ | ------ | ------ |
| 1     | Italien            | 8    | 1      | 1      | 10     |
| 2     | Sowjetunion        | 6    | 9      | 2      | 17     |
| 3     | DDR                | 4    | 0      | 2      | 6      |
| 4     | Dänemark           | 1    | 0      | 2      | 3      |
| 5     | Vereinigte Staaten | 0    | 3      | 3      | 6      |
| 6     | Polen              | 0    | 2      | 2      | 4      |
| 7     | Niederlande        | 0    | 1      | 3      | 4      |
| 8     | Schweden           | 0    | 1      | 1      | 2      |
| 9     | Deutschland        | 0    | 1      | 0      | 1      |
| 9     | Tschechoslowakei   | 0    | 1      | 0      | 1      |
| 11    | Frankreich         | 0    | 0      | 1      | 1      |
| 11    | Spanien            | 0    | 0      | 1      | 1      |
| 11    | Tschechien         | 0    | 0      | 1      | 1      |
| Total | Total              | 19   | 19     | 19     | 57     |